# جوردی یوپارت
جوردی یوپارت (اسپانیایی: Jorge Llopart‎؛ زادهٔ ۵ مه ۱۹۵۲) دونده دو پیاده‌روی اهل اسپانیا بود.
وی در مسابقات کشوری و بین‌المللی در مجموع برندهٔ ۱ مدال نقره شده‌است.